# Plicní oběh

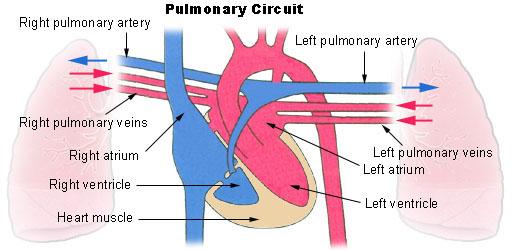
Pulmonary Circuit – Plicní oběh
Right pulmonary artery – Pravá plicní tepna
Left pulmonary artery – Levá plicní tepna
Right pulmonary veins – Pravá plicní žíla
Left pulmonary veins – Levá plicní žíla
Right atrium – Pravá předsíň
Left atrium – Levá předsíň
Right ventricle – Pravá komora
Left ventricle – Levá komora
Heart muscle – Srdeční sval

Plicní oběh (také malý oběh, malý plicní oběh, malý krevní oběh, nebo plicní cirkulace) je část kardiovaskulárního systému, která přenáší krev ochuzenou o kyslík z pravé komory srdce plicní tepnou do plic a okysličenou krev vrací zpět čtyřmi plicními žilami (dvěma z každé plíce) do levé síně a komory srdce.